# 講談社コミックス
講談社コミックス（こうだんしゃコミックス、Kodansha Comics）は、講談社が発行している漫画単行本レーベル。略称は「KC」。
厳密には『週刊少年マガジン』・『月刊少年マガジン』・『別冊少年マガジン』およびその増刊号掲載作品、また同誌掲載作家の短編集などを収録しているレーベル（以下『少年マガジン』関連レーベル）についてこの名称で呼ばれている。
一方で『コミックボンボン』や少女作品などの他雑誌関連については、雑誌名に「講談社コミックス」「KC」を付け足した名前のレーベル（「講談社コミックスボンボン」「講談社コミックスなかよし」など。以下「サブレーベル」）で発行されている。ただし『ARIA』掲載作品のレーベル・ARIAコミックスなど、一部に「KC」を冠しない例外も存在する。
本項では主に『少年マガジン』関連レーベルについて詳述し、サブレーベルについては「講談社の漫画レーベル」を参照のこと。

## 概要
1967年に当社の新書判の漫画単行本レーベルとして創刊された。単行本の一冊一冊に番号が振られKC1からは少年漫画、KC501からは少女漫画（講談社コミックスフレンドシリーズ）と区別されていた。最初の単行本は少年漫画側が5月10日の『ハリスの旋風』（ちばてつや）第1巻・第2巻、『墓場の鬼太郎』（水木しげる）、『魔犬ムサシ』（石川球太）。少女漫画側が10月28日の『ララ♡ハート』（里中満智子）第1巻 - 第3巻、『サインはV』（神保史郎・望月あきら）。
1971年に『テレビマガジン』が創刊、1974年に『月刊少年マガジン』が復刊し、発行される単行本が増えるに連れて掲載誌毎に通し番号を区別をする必要が生じた。この為1976年に『週刊少年マガジン』掲載作品を収録する講談社コミックスマガジン（KCM、通称・少年マガジンコミックス）、『月刊少年マガジン』掲載作品を収録する講談社コミックス月刊マガジン（KCGM、通称・月刊マガジンコミックス）、『テレビマガジン』掲載作品を収録する講談社コミックスTVマガジン（こうだんしゃコミックステレビマガジン、KCT）に分けられた。その後1981年にヤングマガジンコミックス（YMKC）、1982年に講談社コミックスボンボン（KCB）等が派生して創刊されたが、既述の通り、現在奥付表記で「講談社コミックス」として発行されているのはKCMとKCGMのみである。なお、『釣りキチ三平』や『コンポラキッド』の様に巻によってレーベルが異なっている作品も存在する。
同じ様に少女漫画側の通し番号も雑誌毎にレーベルが独立し、1974年に『週刊少女フレンド』掲載作品を収録する講談社コミックスフレンド（KCF）、『なかよし』掲載作品を収録する講談社コミックスなかよし（KCN）に分けられた。
2010年3月17日より、『別冊少年マガジン』掲載作品の単行本がKCMから発売されている。独自のレーベルを持たなかった理由は『週刊少年マガジン』と編集部が同じである為と考えられる。
2014年5月9日より、iOS・Android用マンガ雑誌アプリである「マンガボックス」掲載作品の単行本がKCMより発売されている。

### KCMの単行本巻数ランキング（上位10タイトル）
同一作者による単一タイトルのみを対象とした。シリーズ累計での記録は除く。
巻数の太字は完結。作者のソートは、作画者を基準とした。
|  | 連載中 |

| 順 位 | タイトル                | 作者                          | 連載期間および掲載誌                                                       | 巻数 （最終刊行月）   | ジャンル・備考                                  |
| ----- | ----------------------- | ----------------------------- | -------------------------------------------------------------------------- | --------------------- | ----------------------------------------------- |
| 1     | はじめの一歩            | 森川ジョージ                  | 1989年（平成元年） - 連載中 週刊少年マガジン                               | 136巻 （2022年11月）  | ボクシング/スポーツ                             |
| 2     | Dreams                  | 原案：七三太朗 漫画：川三番地 | 1996年（平成8年） 〜 2017年（平成29年） 週刊少年マガジン → マガジンSPECIAL | 全71巻 （2017年1月）  | 野球/スポーツ                                   |
| 3     | 釣りキチ三平            | 矢口高雄                      | 1973年（昭和48年） - 1983年（昭和58年） 週刊少年マガジン                   | 全65巻 （1983年5月）  | 釣り 番外編が2巻ある。                          |
| 4     | FAIRY TAIL              | 真島ヒロ                      | 2006年（平成18年） - 2017年（平成29年） 週刊少年マガジン                   | 全63巻 （2017年7月）  | ファンタジー                                    |
| 5     | ゴッドハンド輝          | 山本航暉                      | 2001年（平成13年） - 2011年（平成23年） 週刊少年マガジン                   | 全62巻 （2012年5月）  | 医療                                            |
| 6     | コータローまかりとおる! | 蛭田達也                      | 1982年（昭和57年） - 1994年（平成6年） 週刊少年マガジン                    | 全59巻 （1994年12月） | 格闘、ギャグ、ラブコメ 続編を含めれば既刊94巻。 |
| 7     | あした天気になあれ      | ちばてつや                    | 1980年（昭和55年） - 1991年（平成3年） 週刊少年マガジン                    | 全58巻 （1991年7月）  | ゴルフ/スポーツ                                 |
| 8     | エリアの騎士            | 原作：伊賀大晃 作画：月山可也 | 2006年（平成18年） - 2017年（平成29年） 週刊少年マガジン                   | 全57巻 （2017年3月）  | サッカー/スポーツ                               |
| 9     | あひるの空              | 日向武史                      | 2004年（平成16年） - 連載中 週刊少年マガジン                               | 51巻 （2019年6月）    | バスケットボール/スポーツ                       |
| 10    | カメレオン              | 加瀬あつし                    | 1990年（平成2年） - 2000年（平成12年） 週刊少年マガジン                    | 全47巻 （2000年3月）  | ヤンキー/少年漫画                               |
| 10    | ダイヤのA               | 寺嶋裕二                      | 2006年（平成18年） - 2015年（平成27年） 週刊少年マガジン                   | 全47巻 （2015年8月）  | 野球/スポーツ 続編を含めれば既刊78巻。          |
| 10    | ベイビーステップ        | 勝木光                        | 2007年（平成19年） - 2017年（平成29年） 週刊少年マガジン                   | 全47巻 （2017年11月） | テニス/スポーツ                                 |

## 関連レーベル
ワイドKC
1984年6月18日に『さばおり劇場』（いがらしみきお）、『犯罪心理学』（芳井一味）、『ゆらりうす色』（やまだ紫）が発行されて創刊。A5判の単行本を発行する。表紙や奥付等では「ワイドKC○○」（○○は掲載誌）と表記されるが、通し番号は掲載雑誌に関わらず一貫して1から振られる。
KCデラックス（KCDX）
1980年頃創刊。特装版を発行する。これもワイドKCと同じく基本的に掲載誌や種類に関係無く通し番号が1から振られるが、「アッパーズKCDX」等の一部レーベルは独自の通し番号を持っている。